# Quinto Marcio Rex (pretor)
Quinto Marcio Rex (en latín, Quintus Marcius Rex) fue un político romano del siglo II a. C.

## Carrera pública
Ocupó la pretura en el año 144 a. C., durante la cual se le encargó la construcción de un acueducto (llamado Aqua Marcia por él). Debido a que las obras se dilataron, su imperium fue prorrogado al año siguiente.